# Kamon (symbol)
Kamon (jap. 家紋 kamon) lub też: mon (紋), monshō (紋章), mondokoro (紋所) – japoński, rodzinny symbol identyfikujący jednoznacznie daną rodzinę. Jako jedyne znaki rodowe z kultury pozaeuropejskiej kamony są nazywane godłami. Są stosowane jako naszywki na ubraniu. W przypadku grup zorganizowanej przestępczości yakuza znak nazywa się daimon (代紋).

## Wstęp
Kamon jest symbolem identyfikujący klan lub rodzinę w Japonii. Łączna liczba kamon w całej Japonii sięga około 12 tys. zupełnie różnych znaków przypisywanych rodzinom i klanom na całym archipelagu. Choć różnią się od siebie, to jednak różnice nie są wielkie, bowiem wszystkie symbole są oparte na 350 wzorach pierwotnych.
Symbole, jakie wykorzystywano do stworzenia kamonów były zaczerpnięte w większości z natury (fale morskie, wydmy, błyskawice, góry, zwierzęta, rośliny – głównie chryzantemy). Niektóre symbole przedstawiały rzeczy wykonane przez człowieka lub były to znaki chińskie.
Kamon, jaki dana rodzina posiadała, najczęściej nawiązywał do ważnych wydarzeń w dziejach klanu lub bezpośrednio przedstawiał postać słynnego i zasłużonego przodka. Wszystkie wzory były bardzo symboliczne.

## Galeria

Symbol Cesarstwa Japonii – chryzantema
Kwiat paulowni (go-shichi-no-kiri), symbol Biura Premiera Japonii
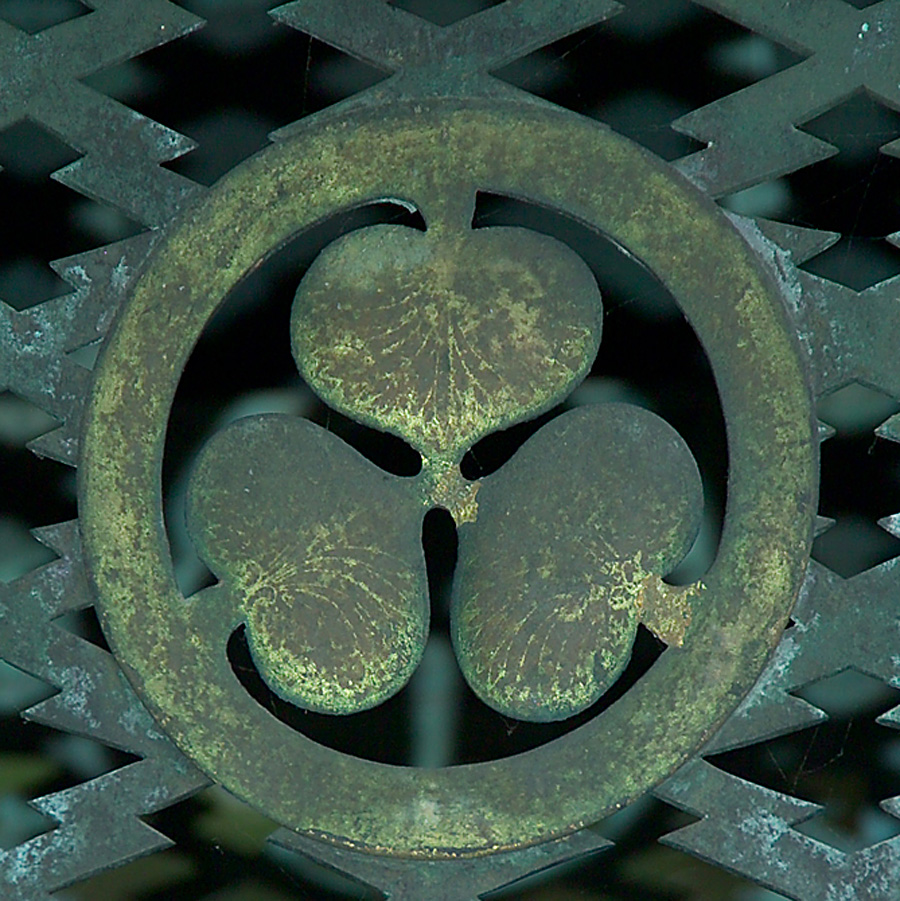
Kamon rodu Tokugawa na lampionie w Nikkō Tōshō-gū

Kamonów nie posiadały tylko klany czy rodziny. Były przypadki znanych artystów czy zasłużonych ludzi dla całego narodu, którzy otrzymywali taki symbol wyłącznie dla siebie.
Kamon był przekazywany z pokolenia na pokolenie, toteż obecnie każda rodzina nadal ma swój symbol, jednak niewielu o tym wie i pamięta. Ponadto kobiety, które wychodziły za mąż, nie musiały zmieniać swojego kamonu i mogły przekazać go swojej córce.

## Historia kamonu
Pierwsze kamony pojawiły się w VIII w., w okresie Nara (710–794). Powstało 350 wzorów pierwotnych, ale rozpowszechniły się dopiero na przełomie XI/XII (okres Heian (794–1192)). W okresie Kamakura (1185–1333), w czasie burzliwych wojen, kiedy powstawało coraz więcej klanów wojowników zwanych samurajami pierwotne wzory były modyfikowane na potrzeby rosnącej liczby rodzin, którym należało nadać mon.
Kamony były nadawane przez najważniejsze rody lub samego sioguna za zasługi na polu bitwy. Największe rody posiadają dwa kamony: jeden do codziennego użytku i jeden na oficjalne uroczystości.
W okresie Edo, za panowania rodu Tokugawa, kamony rozpowszechniły się na całą Japonię i wstąpiły w kręgi zwykłych ludzi. Teraz każda większa rodzina mogła mieć swój symbol odróżniający ją od pozostałych. Wzory stały się wyrafinowane i bogate w różnego rodzaju ozdobniki. Wtedy też postanowiono ujednolicić (ustandaryzować) wzory i dodano do nich otaczający je okrąg.
Od czasu restauracji Meiji, industrializacji i urbanizacji, następowały stopniowe zmiany, które mimo konserwatyzmu Japończyków doprowadziły do zaprzestania tworzenia się nowych kamonów, podobnie jak godeł w Europie, nadal pozostają jednak jako element tradycji i symboli Japonii. 

## Miejsca, w których można spotkać kamony
Najbardziej rozpowszechnionym sposobem na zademonstrowanie swojego kamonu było kimono. Naszywano na nie klanowe mon w 3 lub 5 miejscach. Najczęściej kimona z 5 naszywkami były przeznaczone na wszelkiego rodzaju uroczystości. Mon były rozmieszczone w następujący sposób: po jednym na obu rękawach, dwa na klatce oraz jedno dużo większe od pozostałych na plecach.
Natomiast kimono z 3 mon wyglądało tak: dwa znaki na ramionach, trzeci na plecach, ale bliżej karku.
Ponadto kamonami zdobiono domy rodzinne, posiadłości. Ozdabiały groby przodków oraz wejścia do domów czy sklepów znajdując się na noren. Obecnie mon znaleźć można na opakowaniach znanych firm, często są to małe firmy zajmujące się branżą spożywczą, tj. sushi, ale również wielkie firmy i korporacje (m.in. z branży samochodowej) posługują się tradycyjnymi herbami właścicieli lub założycieli.

## Lista najważniejszych kamonów

Agehanochō, motyl – mon klanu Taira

Chigai Bishi

Daki Myōga

Gion Mamori

Gomaisasa

Kamon rodu Mōrich, Ichimonji mitsuboshi – trzy gwiazdy pod jedynką, symbol jedności

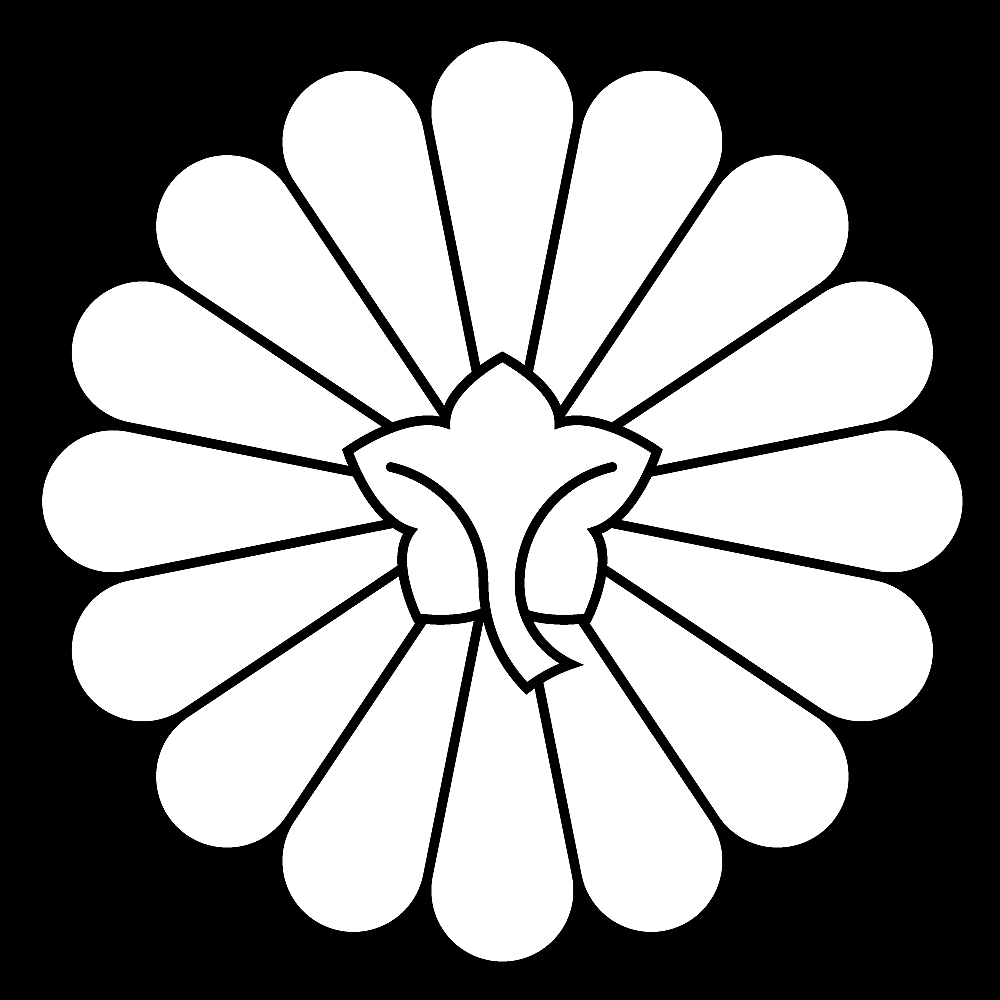
Jūroku uragiku, mon klanu Hirohatake

Kugi Nuki

Mitsuba aoi, malwa – mon klanu Tokugawa

Maruni Hidari Sangaimatsu

Mitsu Uroko

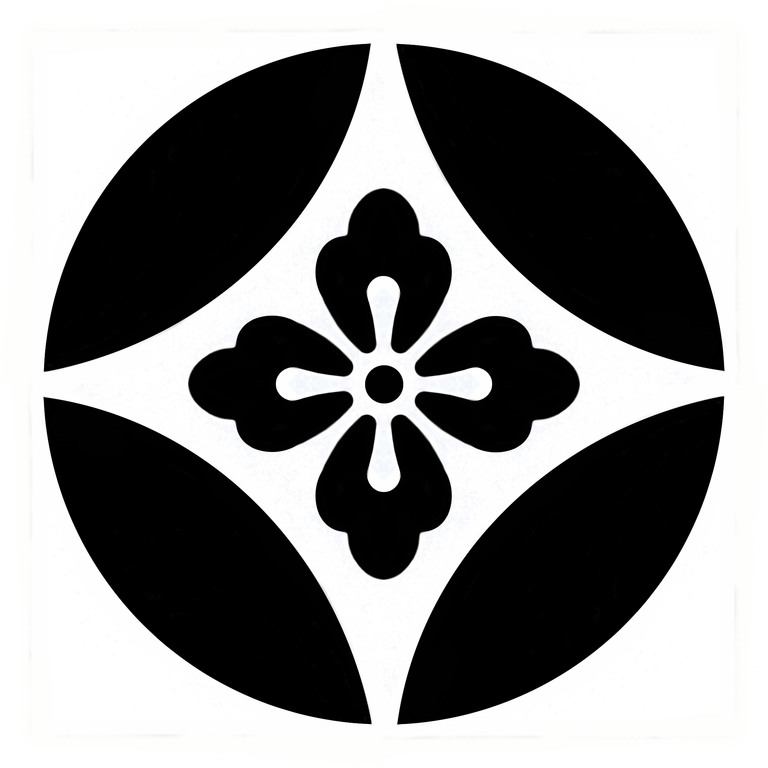
Hana Wachigai

Mitsu irekomasu, kamon rodziny Ichikawa aktorów kabuki

Musubi Mitsugashiwa

Nakagawake Kurusu

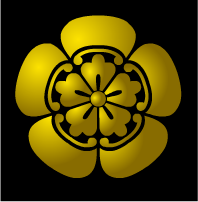
Oda

Sasa Rindō

Sumikiri Hanabishi

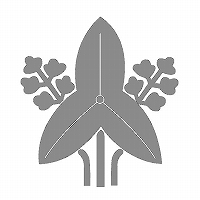
Tachi Omodaka

Takeda

Yotsu hanabishi, kamon rodziny Matsumoto aktorów kabuki

- Abeseimeiban (阿部清明判), klan Ichikawa, klany Sakō
- Abekezeni (阿部家銭)
- Agehanochō (揚羽蝶), klan Nishinotōin
- Aizu mitsu aoi (会津三葵), klan Aizu Matsudaira
- Arimake kara hana (有馬家唐花)
- Arimoji (有文字)
- Bōjōke uroko (北条家鱗)
- Chigai bishi (違菱)
- Chigai daikon (違大根)
- Chigai kine (違杵)
- Chigai masakari (違鉞)
- Chigai takanoha (違鷹羽)
- Chigai yabane (違矢羽)
- Chūwani chigaikama (中輪に違鎌)
- Chūwani gosannokiri (中輪に五三桐)
- Chūwani narabitakanoha (中輪に並鷹羽)
- Daki gyōyō (抱杏葉), klan Ród Ōtomo, klan Ród Tachibana
- Daki kajinoha (抱梶葉)
- Daki kashira (抱柏)
- Daki myōga (抱茗荷)
- Daki Omodaka (抱面高)
- Daki ine (抱稲)
- Daki kajinoha (抱梶葉)
- Daki kashiwa (抱柏)
- Daki omodaka (抱面高)
- Eirakusen (永楽銭), klan Oda, klan Mizuno, klany Sengoku
- Futowani masakari (太輪に鉞)
- Gaku (額) klan Koide
- Genji kōzu (源氏香図)
- Gion mamori (祗園守)
- Gion mamoriku-zushi (祗園守崩し)
- Gosan no kiri (五三桐), klan Toyotomi, klany Hosokawa
- Gohon bone ōgi (五本骨扇), klan Satake, klany Ōkōchi
- Gomaisasa (五枚笹)
- Goshichi no kiri (五七桐)
- Gyōyō botan (杏葉牡丹), klan Hayashi, klan Sayama, klan Kōda, klany Shigeta
- Hanabishi (花菱)
- Hanakage kyōyōbotan (花陰杏葉牡丹)
- Hanatsuki mitsuaoi (花付き三つ葵)
- Hidari futatsu domoe (左二巴)
- Hidari midori (左三ツ巴), klan Saionji, klan Utsunomiya, klan Kii, klan Kamachi, klan Okabe
- Hinomaru ōgi (日の丸扇)
- Hirai zutsu (平井筒)
- Hiraki kasa (開き傘)
- Hishimochi (菱持)
- Hitotsu tabanenoshi (一束熨斗)
- Hitotsu tsurumyōganome (一蔓茗荷丸)
- Hiyokuzuru (比翼鶴), klan Kamachi
- Hondake tachiaoi (本多家立葵)
- Honmoji (本文字), klan Honda
- Hosowani nozoki kajinoha (細輪に覗き梶葉)
- Ichimonji (一文字), klan Yamoanouchi, klany Nasu
- Ichimonji jimitsuboshi(一文字三星), klan Mōri
- Igeta (井桁)
- Igetani mokkō (井桁に木瓜)
- Ikari (碇)
- Ine no maru (稲の丸)
- Injūchō (因州蝶), klan Ikeda
- Iori (庵)
- Ippon sugi (一本杉)
- Ishimochi (石餅), klan Tōyama, klany Itami
- Itōke fuji (伊藤家藤)
- Itowani kawarikochō (糸輪に変り胡蝶)
- Itowani uchiwa (糸輪に団扇)
- Itsutsu rindōguruma (五ツ龍胆), klan Kuga
- Itsutsu warimanji (五割万字), klan Yokoyama, klany Hachisuka
- Janome (蛇の目)
- Jinuki eirakusen
- Jūjikurusu (十字久留子)
- Jūrokuben yae omotegiku (十六弁八重表菊) – Cesarz Japonii
- Jūrokuyou uragiku (十六葉裏菊), klan Hirohatake
- Jūroku uragiku (十六裏菊) rodzina Nashimoto-no-miya
- Jūshiben hitoe uragiku (十四弁一重裏菊)
- Kagekuyō (陰九曜)
- Kageman jimaru (陰万字丸)
- Kagetsuta (陰蔦)
- Kagome (籠目)
- Kaji (卦字), klan Kosaka, klany Miki
- Kakitsu batabishi (杜若菱), klan Kazanin
- Kama (鎌)
- Kana wakuzushi (金輪崩し)
- Kan-ei Tsūhō (寛永通宝), klan Fukushima
- Kanibami (酢漿草), klan Nitta, klany Sakai, klan Hirano, klan Hida, klan Nakazawa, klan Taga, klan Akada, klany Hirao
- Karabishibana (唐菱花)
- Karahana (唐花)
- Kasa (傘)
- Kasa (笠)
- Kasane hanagata genjiguruma (重ね花形源氏車)
- Kasane masu (重ね枡)
- Kashira awasemitsu kasa (頭合三笠)
- Kawari kikusui (変り菊水)
- Kawari uchiwa (変り羽団扇)
- Kichimoji (吉文字), klan Mōri, klany Nagai
- Kikkō (亀甲)
- Kikkōni hanabishi (亀甲に花菱)
- Kiku fusen ryō (菊浮線綾)
- Kikusui (菊水), klan Kusunoki
- Kikyō (桔梗), klan Toki
- Kiriguruma (桐車)
- Kochō (胡蝶)
- Komochi kikkō (子持亀甲)
- Konoe botan (近衛牡丹), rodzina Konoe
- Kuginuki (釘抜)
- Kujōke fuji (九条家藤), rodzina Kujō
- Kumihiraizutsu (組平井筒)
- Kurodake tachibana (黒田家橘)
- Kutsuwa (轡)
- Kuyō (九曜), klan Hosokawa, klany Sakuma
- Manji (卍)
- Maruni agehanochō (丸に揚羽蝶), klan Ikeda, klany Hiramatsu
- Maruni chidori (丸に千鳥)
- Maruni chigai chōji (丸に違丁字)
- Maruni chigai takanoha (丸に違鷹羽), klan Asano, klan Kikuchi, klan Handa
- Maruni chigai ya (丸に違矢)
- Maruni dakikashiwa (丸に抱き柏)
- Maruni dakimyōga (丸に抱茗荷)
- Maruni futatsu biki (丸に二引), klan Akamatsu, klany Ashikaga
- Maruni hanaken bishi (丸に花剣菱)
- Maruni hanare kenkatabami (丸に離れ剣片喰), klan Hirano
- Maruni hidari sangaimatsu (丸に左三階松)
- Maruni hitotsu biki (丸に一引)
- Maruni hitotsu kine (丸に一杵)
- Maruni hitotsu uroko (丸に一鱗)
- Maruni ipponsugi (丸に一本杉)
- Maruni jūnoji (丸に十の字) – klan Shimizu, klany Ijuin
- Maruni katabami (丸に片喰), klan Ród Reizei, klany Ród Irie
- Maruni kawari iori (丸に変り庵)
- Maruni kawari sangaibishi (丸に変り三蓋菱)
- Maruni kenkatabami (丸に剣片喰), klan Ród Hirano
- Maruni kikyō (丸に桔梗), klan Oka, klany Nakamura
- Maruni kumai zasa (丸に九枚笹), klan Ród Kanamitsu
- Maruni masu (丸に枡)
- Maruni mitsu aoi (丸に三葵) lub Mitsuba aoi (三葉葵) – klan Tokugawa, klany Matsudaira
- Maruni mitsu gashiwa (丸に三柏), klan Ród Yamanouchi, klany Ród Makino
- Maruni mitsu ōgi (丸に三ツ扇)
- Maruni narabihiiragi (丸に並柊)
- Maruni nitsuta (丸に蔦)
- Maruni tachibana (丸に橘)
- Maruni tekoku ginukibishi (丸に梃子釘抜菱)
- Maruni tobima izuru (丸に飛び舞鶴)
- Maruni yotsu ishi (丸に四石)
- Maruno uchini mitsuhikiryō (丸の内に三引両)
- Masu (枡)
- Matsu kawabishi (松皮菱)
- Migi mitsudomoe (右三巴), klan Ród Saionji, klany Ród Utsunomiya
- Mika zuki (三日月), klan Ród Nonaka, klany Ród Ōhara
- Mitoke mitsu aoi (水戸家三葵)
- Mitsu bikiryō (三引両)
- Mitsu gashiwa (三柏)
- Mitsu hiōgi (三檜扇)
- Mitsu ichō (三銀杏)
- Mitsu ishi (三石)
- Mitsu kaede (三楓), klan Ród Imadegawa
- Mitsu ōgi (三ツ扇), klan Ród Matsudaira (Ōkōchi)
- Mitsu oi hiiragi (三追柊)
- Mitsu uroko (三つ鱗)
- Mitsu warinadeshiko (三割撫子)
- Mitsugumi tachibana (三ツ組橘)
- Mitsumori janome (三盛蛇の目)
- Mitsuya (三矢)
- Mittsu gasa (三傘)
- Mittsu irekomasu (三入子枡), rodzina Ród Ichikawa
- Mittsu kanawa (三金輪)
- Mittsu karigane (三雁金), klan Ród Hanabusa, klany Ród Shibata
- Mittsu naname karigane (三斜雁金)
- Mittsu sasarindō (三笹竜胆)
- Mittsu tachi jikuchigai ichō (三立軸違銀杏)
- Mochi aikutsuwa (持合轡)
- Mokkō (木瓜), klan Oda
- Mokkō hanabishi fusen-aya (木瓜花菱浮線綾), klan Ród Tokudaiji
- Mukai bato (対鳩), klan Ród Yamamoto, klany Ród Kojima
- Mukai nami (対波), klan Ród Aoyama, klany Ród Oguri
- Musubi karigane (結雁金)
- Musubi mitsugashiwa (結三柏)
- Mutsuya guruma (六矢車), klan Ród Hattori, klany Ród Yabe
- Nabeshima kebotan (鍋島家牡丹)
- Nabeshima kehiashi (鍋島家日足), klan Ród Fukao, klany Ród Nabeshima
- Nadeshiko (撫子)
- Naitōkeuchiwa (内藤家団扇) ū
- Nakagawake kurusu (中川家久留子)
- Nakakagemitsudomoe (中陰三巴)
- Nakakagesagarifuji (中陰下藤)
- Namiwani kagechidori (波輪に陰千鳥)
- Nejikikyō (捻桔梗)
- Nejimukō ume (捻向梅)
- Nihachigaku (二八額), klan Ród Koide
- Nihonsugi (二本杉)
- Nijōkefuji (二条家藤), klan Ród Nijō
- Nobori fuji (昇り藤)
- Ojikini-sanmoji (折敷に三文字), klan Ród Kōno, klany Ród Hitotsuyanagi
- Omodaga (沢瀉)
- Ōnakaguro (大中黒) – Nitta Yoshisada
- Onizuta (鬼蔦)
- Roku monsen (六文銭), klan Ród Sanada
- Sagarifuji (下藤), klan Ród Kujō, klany Ród Naitō
- Sakura (桜)
- Sakura fusenryō (桜浮線両)
- Sanadake zeni (真田家銭), klan Ród Sanada
- Sanbonsugi (三本杉)
- Sangaibishi (三蓋菱), klan Ród Ogasawara
- Sanmonsen (三文銭), klan Ród Watanabe
- Sasarindō (笹竜胆)
- Sendai izasa (仙台笹), klan Ród Date
- Shimazu jūmonji (島津十文字), klan Ród Shimazu
- Soroi futatsu hikiryō (揃い二つ引き両)
- Sumiatate yotsume (隅立四目), klan Ród Sasaki, klany Ród Kyōgoku
- Sumikiri hanabishi (隅切り花菱)
- Tachi aoibishi (立葵菱)
- Tachibana (橘)
- Tachi kajinoha (立梶葉)
- Tachi omodaka (立面高)
- Tachiaoibishi (立葵菱)
- Tachibotan (立牡丹)
- Tachika jinoha (立梶葉)
- Taikō giri (太閤桐)
- Taikyokuzu (対極図), klan Ród Yasuoka
- Takanoha (鷹の羽), Rodzina Kubo
- Takeda bishi (武田菱), klan Ród Takeda, klany Ród Baba
- Tooyamake fuji (遠山家藤)
- Tsurunomaru (鶴の丸), klan Ród Hino, klany Ród Yanagiwara
- Tsuta (蔦), klan Ród Kiga
- Uchiwazasa (団扇笹)
- Ume (梅)
- Umebochi (梅鉢), klan Ród Maeda, klan Ród Sugawara, klany Ród Takatsuji
- Uraki kubishi (裏菊菱)
- Uranamisen (裏波銭)
- Wari daikon (割大根)
- Waribishi (割菱), klan Ród Takeda, klan Ród Baba, klany Ród Imai
- Yagyū gasa (柳生笠), klan Ród Yagyū
- Yama togizakura (大和桜)
- Yamabishi (山菱)
- Yamani kasumi (山に霞), klan Ród Yoshida, klany Ród Ikehara
- Yanagi sawanabishi (柳沢花菱)
- Yattsu chōji (八丁字)
- Yoko mokkō (横木瓜)
- Yonezawazasa (米沢笹)
- Yotsu hanabishi (四ツ花菱), rodzina Ród Matsumoto
- Yotsume yui (四つ目結)), klan Ród Sasaki, klany Ród Kyōgoku
- Yotsume mon (四つ目紋)
- Yottsu ikari (四碇)
- Yottsu ishi (四石)
- Yottsu matsukawabishi (四松皮菱)
- Yuki (雪)